# Jymmy França
Jymmy Dougllas França, dit Jymmy (né le 15 avril 1984 à Rio de Janeiro), est un joueur de football brésilien, qui joue au poste d'attaquant.

## Carrière

### Palmarès
- Champion de Moldavie : 2010
- Vainqueur de la Coupe de Moldavie : 2010